# العلاقات المغربية الغواتيمالية
العلاقات المغربية الغواتيمالية هي العلاقات الثنائية التي تجمع بين المغرب وغواتيمالا.

## مقارنة بين البلدين
هذه مقارنة عامة ومرجعية للدولتين:
| وجه المقارنة                                              | المغرب                                 | غواتيمالا       |
| --------------------------------------------------------- | -------------------------------------- | --------------- |
| المساحة (كم2)                                             | 710.85 ألف                             | 108.89 ألف      |
| عدد السكان (نسمة)                                         | 36.07 مليون                            | 17.26 مليون     |
| الكثافة السكانية (ن./كم²)                                 | 50.74                                  | 158.51          |
| العاصمة                                                   | الرباط                                 | غواتيمالا       |
| اللغة الرسمية                                             | اللغة العربية، أمازيغية معيارية مغربية | اللغة الإسبانية |
| العملة                                                    | درهم مغربي                             | كتزال غواتيمالي |
| الناتج المحلي الإجمالي (بليون دولار)                      | 109.14 مليار                           | 75.62 مليار     |
| الناتج المحلي الإجمالي (تعادل القوة الشرائية) بليون دولار | 274.06 مليار                           | 126.21 مليار    |
| الناتج المحلي الإجمالي الاسمي للفرد دولار أمريكي          | 2.88 ألف                               | 3.90 ألف        |
| الناتج المحلي الإجمالي للفرد دولار أمريكي                 | 7.49 ألف                               | 7.45 ألف        |
| مؤشر التنمية البشرية                                      | 0.628                                  | 0.627           |
| رمز المكالمات الدولي                                      | +212                                   | +502            |
| رمز الإنترنت                                              | .ma                                    | .gt             |
| المنطقة الزمنية                                           | ت ع م+01:00                            | 00              |

## منظمات دولية مشتركة
يشترك البلدان في عضوية مجموعة من المنظمات الدولية، منها:
| علم المنظمة | اسم المنظمة                               | تاريخ انضمام المغرب | تاريخ انضمام غواتيمالا |
| ----------- | ----------------------------------------- | ------------------- | ---------------------- |
|             | وكالة ضمان الاستثمار متعدد الأطراف        | 17 سبتمبر 1992      | 11 يوليو 1996          |
|             | منظمة الشرطة الجنائية الدولية             | ?                   | ?                      |
|             | منظمة حظر الأسلحة الكيميائية              | ?                   | ?                      |
|             | منظمة التجارة العالمية                    | 1995                | ?                      |
|             | الأمم المتحدة                             | 12 نوفمبر 1956      | 21 نوفمبر 1945         |
|             | مؤسسة التمويل الدولية                     | 30 أغسطس 1962       | 20 يوليو 1956          |
|             | يونسكو                                    | 7 نوفمبر 1956       | 2 يناير 1950           |
|             | مؤسسة التنمية الدولية                     | 29 ديسمبر 1960      | 27 أبريل 1961          |
|             | البنك الدولي للإنشاء والتعمير             | 25 أبريل 1958       | 28 ديسمبر 1945         |
|             | المنظمة الهيدروغرافية الدولية             | ?                   | ?                      |
|             | الاتحاد البريدي العالمي                   | ?                   | ?                      |
|             | المركز الدولي لتسوية المنازعات الاستشارية | 10 يونيو 1967       | 20 فبراير 2003         |
|             | الاتحاد الدولي للاتصالات                  | 1 نوفمبر 1956       | 10 يوليو 1914          |

## موقف غواتيمالا بشأن قضية الصحراء
العلاقات الثنائية بين المغرب و غواتيمالا عرفت تطورا ملحوظا في الآونة الأخيرة، وهو ما يجعل من هذه الأخيرة التأكيد على دعمها الكامل والثابت لمخطط الحكم الذاتي الذي تقدم به المغرب سنة 2007 كحل نهائي لإنهاء نزاع الصحراء المغربية، حيث اعتبرت نائبة وزير خارجية غواتيمالا مبادرة الحكم الذاتي الحل الوحيد الجدي والموثوق والواقعي لإنهاء النزاع المفتعل.

### فتح قنصلية بمدينة الداخلة المغربية
بتاريخ فاتح دجنبر 2022، قامت غواتيمالا بفتح قنصلية لها في مدينة الداخلة المغربية، مجددة بذلك دعمها لمخطط الحكم الذاتي تحت السيادة المغربية، كحل وحيد للنزاع الإقليمي حول الصحراء المغربية.
و في هذا الصدد، كانت غواتيمالا قد سبق لها تأكيد دعمها لجهود المغرب من أجل التوصل إلى حل سياسي للنزاع الإقليمي حول الصحراء، على أساس المبادرة المغربية للحكم الذاتي، وفي إطار احترام الوحدة الترابية للمملكة وسيادتها الوطنية، حيث أكد ممثل غواتيمالا أمام اللجنة الرابعة للجمعية العامة للأمم المتحدة أن بلاده "تجدد دعمها لجهود المملكة المغربية في البحث عن حل سياسي للنزاع الإقليمي حول الصحراء وتعتبر أن مبادرة الحكم الذاتي المقدمة في عام 2007 تشكل مقاربة واقعية وذات مصداقية وأساسا جادا للتوصل إلى حل متفاوض عليه بين الأطراف، في إطار احترام الوحدة الترابية للمغرب وسيادته الوطنية".
في 3 يوليو, 2025 أكدت وزير العلاقات الخارجية بجمهورية غواتيمالا، كارلوس راميرو مارتينيز ألفارادو، خلال اجتماعه بالرباط مع وزير الشؤون الخارجية والتعاون الإفريقي والمغاربة المقيمين بالخارج، ناصر بوريطة، أن مبادرة الحكم الذاتي، هي الأساس الموثوق للمضي قدما نحو اتفاق دائم لتسوية نهائية لهذا النزاع المفتعل، في ظل الاحترام التام للوحدة الترابية للمغرب وسيادته الوطنية. كما أكد دعم بلاده للجهود التي يبذلها المغرب من أجل التوصل إلى حل سياسي وواقعي ودائم من لدن الأطراف لهذا النزاع الإقليمي.  

وجدير بالذكر أن غواتيمالا من أوائل دول أمريكا الوسطى التي فتحت قنصلية بمدينة الداخلة في دجنبر 2022، في خطوة تعكس التزامها العملي بموقفها.

## وصلات خارجية
- موقع وزارة الخارجية المغربية
- موقع وزارة الخارجية الغواتيمالية